# Кровля
«Кровля» — синдикат, один з найбільших металургійних монополістів (поряд з «Продаметом», «Продвагоном», «Медью», «Проволокой») Російської імперії початку 20 ст. Регулював виробництво та продаж покрівельного заліза; сконцентрував у своїх руках до 60 % його збуту. Його створенню передували переговори, що велися з кінця 1902 за ініціативою З'їзду гірничопромисловців Уралу. Влітку 1903 7 підприємств відповідного профілю підписали угоду про заснування картелю з продажу покрівельного заліза. Керувати організацією була призначена спеціальна рада. До її компетенції були зараховані питання цінової політики, нормування замовлень, залучення нових контрагентів (1904–07 їх було 12, 1908–10 – понад 30), а також створення синдикату (останнє стало можливим 1907 після заснування в лютому 1906 однойменного АТ). Діяльність "К." фінансували Азовсько-Донський банк, Об'єднаний російський банк із зовнішньої торгівлі.

## Керівництво
Помітну роль у синдикаті відігравали 4 лудильні фабрики в Одесі. Їхні власники – Д. Люлька, Я. Трігер та Ш. Левін – обіймали в правлінні важливі адміністративні посади. Філіали "Кровлі" діяли в Києві, Харкові й Одесі. Синдикат виступав постачальником Чернігівського і Полтавського земств, його акціонерами були відомі місцеві підприємці – кн. Н. Барятинська та Є. Барбот де Марні. Після революції 1917, у жовтні цього ж року припинив своє існування.